# Suemez Island

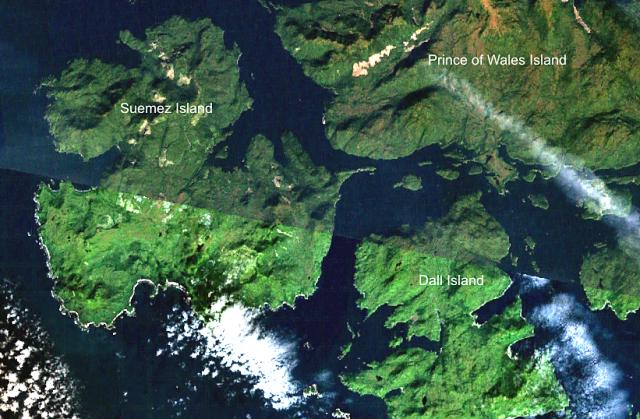
Satellietfoto van Suemez Island

Suemez Island is een eiland in de Alexanderarchipel in de Alaska Panhandle in het zuidoosten van Alaska in de Verenigde Staten.

## Geografie
Het eiland heeft een landoppervlak van 151,713 vierkante kilometer en was onbewoond bij de volkstelling van 2000. Het ligt aan de west-centrale kust van Prins van Waleseiland. De noordpunt van Dall Island ligt in het zuidoosten, een schiereiland van het Prins van Waleseiland in het oosten, San Juan Bautista Island in het noordoosten en Baker Island en Saint Ignace Island liggen in het noordwesten. Tussen Suemez Island en het Prins van Waleseiland ligt het Ulloa Channel, tussen Suemez Island en Dall Island ligt de Meares Passage en tussen Suemez Island en Baker Island ligt de Bucareli Bay.
De vulkaan Tlevak Strait-Suemez Island is 50 meter hoog.

## Geschiedenis
Suemez Island werd ergens tussen 1775 en 1779 door Juan Francisco de la Bodega y Quadra en Francisco Antonio Mourelle genoemd als "Isla Suemez". Dionisio Alcalá Galiano noemde het "Guemes" op zijn kaart die in 1802 werd gepubliceerd, wat mogelijk de juiste spelling is. De naam "Guemes" eert Juan Vicente de Güemes Pacheco y Padilla, graaf van Revilla Gigedo, onderkoning van Nieuw-Spanje van 1789 tot 1794.

## Flauna
Het is de enige plek ter wereld waar de Suemez Island hermelijn (Mustela haidarum seclusa) te vinden is.